# Hijas de María Santísima del Huerto
La Congregación de las Hijas de María Santísima del Huerto, conocidas también como Gianellinas, es fundada por Antonio María Gianelli (Sacerdote nombrado Santo por la Iglesia católica) el 12 de enero de 1829 en la ciudad de Chiavari, provincia de Liguria, Italia. Fueron las primeras 12 hermanas, conocidas por su caridad, las que se extendieron por distintos puntos de Italia, abriéndose al servicio de hospitales, hospicios para huérfanos, escuelas.
La Fundación lleva su nombre con motivo del Santuario de la Virgen del Huerto que reside aún en la ciudad de Chiávari, y que recuerda una pintura de la Virgen sobre el muro externo de un Huerto (pintado en el año 1493). La fama de la imagen se acrecienta cuando el 2 de julio de 1610, un joven de la zona, Sebastián Descalzo, asegura que la Virgen María en persona se le aparece milagrosamente en el mismo lugar.
En 1846 fallece el Padre Fundador, y cinco años después (en 1853) la Iglesia Católica Diocesana reconoce oficialmente a la institución. En 1856 comienza por medio de ocho religiosas gianellinas la expansión hacia el continente americano, llegando al puerto del Montevideo, Uruguay.

## Expansión
En este reconocimiento se otorga un nuevo impulso a la Institución, y en 1856, ocho religiosas gianellinas expanden la obra de Gianelli hacia el continente americano, llegando ese año a Montevideo, Uruguay, por gestión del vicario apostólico José Benito Lamas.
Dos años después (1858) la Congregación llega a Argentina.
En 1868 el Instituto consigue la aprobación pontificia.
En 1882 la Santa Sede de la Iglesia Católica aprueba las Constituciones.
Durante el siglo XX el Instituto sigue su expansión por América, Asia y África.
En 1901 la Congregación asume la custodia del Santuario del Hortus Conclusus, en Ortás, cerca de Belén (Palestina) y sucesivamente la dirección del orfanato anexo.
En 1908 llegan a Brasil; en 1915 a Chile; en 1945 a Paraguay; en 1949 a España; en 1962 a los EE. UU.; en 1979 a India; en 1989 a la República Democrática del Congo y, por último, en 2001 en Bolivia, en la extremadamente pobre ciudad de Potosí.

## Obras en el mundo
Las hijas de María Santísima del Huerto se expandieron por 13 países entre los que se encontraba Jordania, del cual se retiraron recientemente debido a la inestabilidad del lugar y a la dificultad de llevar adelante su obra por la falta de recursos humanos, quedando actualmente la congregación presente en 12 países.

### Uruguay
Montevideo, capital de Uruguay, tuvo el honor de recibir la primera imagen de la Virgen del Huerto en América Latina, y el primer grupo de religiosas gianellinas.
En 1843 una pequeña flota mercante parte de Génova hacia la capital uruguaya, una de ellas transportaba chiavareses, la cual llevaba el nombre de la Virgen del Huerto. Envestidas por una tempestad, las naves fueron a pique excepto la que llevaba el nombre de Nuestra Señora del Huerto; los ocupantes en el furor de la tempestad hicieron un voto a la Virgen del Huerto, hacer llevar desde Chiavari un cuadro de la Virgen y honrarla dignamente en la nueva tierra.
El mérito de haber propagado ampliamente la devoción y culto de Nuestra Señora del Huerto entre las poblaciones de América Meridional pertenece a las Hijas de Nuestra Señora del Huerto, las cuales respondieron generosamente al llamado de su Celestial Madre que las invitaba a las lejanas orillas de la Plata. En 1856 el P. Isidoro Fernández viajó a Europa, para ubicar en Francia o Italia un grupo de religiosas a las cuales confiar el Hospital de Caridad de Montevideo; también venía a recoger el primer grupo de monjas salesas que viajarían desde Milán a Montevideo. Fracasaron sus gestiones ante las Hijas de la Caridad de San Vicente de Paúl y ya dispuesto a regresar a Montevideo, se encontró con Mons. Salvador Magnasco, quien le habló de las Hermanas de Caridad Hijas de María Santísima del Huerto. Mons. Magnasco acompañó al Padre Fernández hasta la casa de las hermanas y allí se entrevistó con la madre superiora, Catalina Podestá, quien recibió con entusiasmo la propuesta. 
El 23 de agosto de 1856, 8 hermanas gianellinas, lideradas por la Madre Clara Podestá, hermana de la madre superiora, partían de Génova  hacia Montevideo. Completaban el grupo quince religiosos franciscanos, destinados a Salta, Argentina. El superior de los padres franciscanos, el P. Pellicci fue designado por el P. Isidoro Fernández confesor de las religiosas salesas y del Huerto.
El 18 de noviembre, después de casi cuatro meses de navegación, las hermanas llegaron a Montevideo.
Las primeras ocho hermanas fueron:
- Hna. María Clara Podestá (superiora).
- Hna. María Escolástia Celle.
- Hna, María del Crucifijo Rebuffo.
- Hna. María Inés Prefumo.
- Hna. María Pierina Ansaldi.
- Hna. María Alfonsa Covino.

Y dos conversas: Sor Felipa Solari y Sor Clara Adami.
Apenas ingresaron en el hospital, las hermanas hicieron levantar un altar consagrado a la Virgen del Huerto. En el hospital, mientras tanto, con el servicio de hermanas comenzaron los progresos en la atención a los enfermos y en la gestión financiera de la institución. Muy pronto, las religiosas asumieron nuevas tareas, dedicándose a las visitas a los enfermos a domicilio y asumiendo la gestión de la escuela que funcionaba, desde junio de 1856, en el hospital. En la epidemia de fiebre amarilla, que se inició en junio de 1857, las Hermanas prestaron importantes servicios.
Poco a poco, las religiosas del Huerto que fueron asumiendo la dirección del Asilo de Beneficencia Larrañaga, el Lazareto, el Hospital de Dementes, llamado luego Hospital Vilardebó, y la Casa de Aislamiento para enfermos contagiosos, que recibió más tarde el nombre de Hospital Fermín Ferreira. También fue creciendo la actividad educativa de la congregación: en noviembre de 1869, se inauguró la casa del Colegio de Nuestra Señora del Huerto (calle San José, Centro de Montevideo), que sería también sede de la Casa Provincial y del Noviciado. Por entonces, las Hermanas estaban encargadas de seis escuelas, en el Pantanoso, San José, Florida, Minas, Pando y Mercedes, y estaban a cargo de la escuela del asilo maternal de Paysandú para niños de ambos sexos. 
- Año de fundación: 1856
- Actualmente hay:
- Lugares: Montevideo, Florida, Minas, Pando, Paysandú y San José.
- Obras: colegios

### Argentina
La noticia de la heroica conducta de las Hermanas del Huerto en Montevideo durante la fiebre amarilla, se esparció rápidamente y, de Buenos Aires y Córdoba, solicitaron su ayuda. La R. M. Clara Podestá, invitada por la sociedad de Beneficencia de Buenos Aires, se trasladó a esta ciudad en febrero de 1858 para visitar los hospitales que deseaban confiarle. Solo aceptó el de Mujeres, por parecerle el más necesitado de Religiosas. En enero de 1860, llegaron de Italia veinte Hermanas acompañadas por la R. M. Luisa Solari, quienes, juntamente con la R. M. y el Sr. Don Juan R. Gómez, especialmente invitado por la Sociedad de Beneficencia, se dirigieron hacia Buenos Aires.
La acogida que recibieron en la capital argentina no fue inferior a la de Montevideo. Ese hospital, que fue la primera obra de las Hermanas del Huerto en la República, estaba situado en el centro de la ciudad, donde se encuentra actualmente la Asistencia Pública, y que más tarde se trasladó con el nombre de "Hospital Rivadavia", al hermoso y moderno edificio que hoy ocupa.
En el mismo año, 1858, se hicieron cargo de la casa de dementes de Montevideo, y se instalaron en el Hospital Mixto de Córdoba, debiendo viajar en diligencia desde Rosario, y detenerse por la noche en posadas o ranchos miserables o inseguros, como sucedió en casi todas las fundaciones del norte argentino.
Obras que fueron tomando luego a su cargo:
- 1860: en Buenos Aires en manicomio de mujeres y Asilo de Expósitos.
- 1861: en Montevideo el Colegio Nuestra Señora del Huerto; en San Nicolás de los Arroyos, Rosario y Santa Fe Hospitales.
- 1863: en Rosario y en Santa Fe, se funda el Colegio Nuestra Señora del Huerto.
- 1864: en Paraná el Colegio Nuestra Señora del Huerto.
- 1872: se fundó el Colegio del Huerto en Buenos Aires.
- 1874: se fundó el Colegio Nuestra Señora del Huerto en Córdoba.
- 1876: las hermanas se hicieron cargo de una casa de educación en Catamarca.
- 1875: la sociedad de Beneficencia inauguró y confió a las hermanas el Hospital San Luís, en Buenos Aires.
- 1877: Se inauguró y confió el Colegio Normal Católico en Tucumán, actualmente conocido como Colegio Nuestra Señora del Huerto.
- 1878: se fundó el Colegio Temperley en la provincia de Buenos Aires.
- 1879: se funda un Colegio en Santa Fe, el Hospicio de Huérfanos en la ciudad de Rosario.
- 1880: se funda el Hospital de Caridad en Entre Ríos (hoy no tienen hermanas en esa obra).
- 1881: se confía a las religiosas la dirección interna del Asilo de Mendigos de Córdoba.
- 1895: se fundó el Colegio Nuestra Señora del Huerto en Esperanza (Santa Fe).

Durante días y noches las hermanas tuvieron que atender a centenares de heridos, disponer lo necesario para las operaciones, preparar alimentos y consolar a los pobres enfermos. Después de atender heridos, enterraron a los muertos liberando a la ciudad de los peligros de una infección.
Las hermanas atravesaron momentos muy duros; nuevas costumbres, noches sin dormir, sin descanso, grandes privaciones, fatigas, etc., pero de todo ese penoso trabajo ellas pudieron recoger grandes frutos; ya que los que salieron del hospital lo hicieron bien instruidos en Religión y en paz con Dios, por haber podido recibir con los Santos Sacramentos; y también muy agradecidos con las hermanas.
- Año de fundación: 1859.
- Actualmente hay: 39 casas – 214 Hermanas.
- Lugares: Capital Federal y Provincias de Buenos Aires, Entre Ríos, Mendoza, Córdoba, Jujuy, Santa Fe, Salta y Tucumán.
- Obras: escuelas, hogares de niños, hospitales, escuelas especiales, casas de retiro.

### República Democrática del Congo
En 1985 comienzan las tratativas, una consejera general de las Hermanas del Huerto conoce un sacerdote oriundo de Zaire ( así se llamaba en ese momento la República Democrática del Congo), el padre Eduardo Ludiongo, el cual trabajaba en un barrio de Roma. Éste comenta que una chica africana de Zaire quería ser religiosa. Nuestra Congregación se pone en contacto con otras religiosas que ya trabajaban en ese país y luego deciden recibir a las joven, en vistas a una futura fundación en aquel país.
Mientras tanto el consejero general de las Hermanas del Huerto entra en contacto con el Obispo de Kisantu, Monseñor Mayala Ma Mpangu, diósecis en la cual está surgiendo la localidad de “Cité Mama Mobuto”, que necesitaban religiosas para servicios socio- asistenciales y colaboración en parroquias.
Del 2 al 16 de junio, la entonces Madre General, María del Rosario Zanini y su vicaria Madre Antonia Zanini, estuvieron en Kinshasa (capital del país) para conocer la localidad en la cual surgiría la futura misión, para comprar un terreno y dar inicio a la construcción de la casa. Visitaron también a los familiares de las novicias y postulantes que se encontraban en Roma.
La misión en Mont. Ngafula, barrio de Cité Mama Mobutu, en la capital de Kinshasa, se realizó el 7 de diciembre de 1989. Las primeras hermanas fueron:
- Hermana Angela Diogo (brasilera) – fue la primera superiora.
- Hermana Cristiana Sosa (argentina).
- Hermana Serafina Palombo (italiana).
- Hermana Elisabeta Thamarasseril (indiana).

Antes de ir a la misión, las hermanas se prepararon estudiandop la lengua francesa y participando en un curso específico para misioneros de África en Verona. El 4 de octubre participan de la misa en la capilla privada del Santo Padre Juan Pablo II, recibiendo su bendición.
Esta fundación fue un regalo del instituto al padre fundador, San Antonio María Gianelli, al celebrarse el bicentenario de su nacimiento en 1989.
En los inicios de dedicaron a:
- Animar grupos de oración.
- Asistencia a las familias pobres.
- Asistencia y visita a los enfermos.
- Animación litúrgica en la parroquia San Juan Apóstol.
- Catequesis a niños, jóvenes y adultos.
- Asistencia a enfermos en las cárceles.
- Escuela de costura.

Luego se construyó una escuela, la cual fue inaugurada en 1994 y continúa hasta el día de hoy. Al momento no cuenta con una educación secundaria, la cual está en proyecto.

#### Segunda comunidad: en Mpasa II
Una nueva comunidad se formó en Cité Mama Mobuto, el 5 de mayo de 1992, la cual se preparó con la oración para una nueva misión en Zaire. Las hermanas destinadas eran:
- Elizabeta Thanarasseril (indiana).
- Cristina Sosa (argentina).
- Apolonia Cañete (paraguaya).

En las dos comunidades se lleva a cabo el proyecto de "adopción a distancia" para ayudar a niños en sus estudios (familias de otros países ayudan económicamente al estudio de los niños y mantienen contacto por correspondencia con ellos y sus familias).
- Año: 1989.
- Hay: 2 casas y 9 hermanas.
- Lugares: Kinshasa.

Obras: Dispensario, salas de parto, centro nutricional (comedor para niños desnutridos), jardín de infantes, centro de promoción de la mujer, actividades parroquiales, ayuda a las familias pobres.

### Italia
Actualmente hay 33 casas y 366 hermanas.
- Lugares: Roma, Chiavari, Bobbio, Piacenza, Udine, Génova, Rapallo, La Spezia.
- Obras: escuelas, institutos, hospitales, escuelas maternas, casas de religiosas, escuelas de enfermería.
- Año de fundación: 1829.

### Brasil
Brasil es el tercer país alcanzado por la misión de las FMH en América Latina. En 1908 las hermanas salieron de Montevideo, fueron a la Casa Parroquial Rivera y de ahí pasaron a Santa Ana. Visitaron a los Hermanos Maristas, quienes les fueron a saludar al vicario de Santa Ana, éste les pidió que se quedaran para fundar un colegio en aquella ciudad, pues no había ninguno de religiosas. El diario dio noticia de su viaje a Don Pedrito, en su llegada, recibieron un telegrama de Uruguayaza, solicitando que pasaran por allí, al fin de fundar un colegio; al día siguiente el primer saludo fue otro telegrama de Itaquí, pidiendo igualmente que la superiora de las Hermanas de Nuestra Señora del Huerto pasaran por allá, para fundar un hospital y un colegio. Las religiosas, desde Uruguayasa, escriben a la madre general, dando cuenta de las propuestas que les fue hecha, para asumir el colegio de Don Pedrito.
El establecimiento definitivo de las hermanas en Don Pedrito tuvo lugar el 7 de abril de 1908. El día 22 de abril, mientras procedía a los preparativos para la inauguración del colegio, la madre provincial, acompañada por la vicaria provincial, viajó a Porto Alegre para examinar la propuesta para asumir el asilo de menores “Padre de los Pobres”. Ada Andreína Pérgola Centini, la inolvidable hermana María del Soraio, italiana audaz, inició la bellísima itineraria partiendo de la frontera oeste de Río Grande do Sul, Región de Campaña, hacia las regiones Noroeste y Central de RS, y ramifico la institución, en el estado de Río de Janeiro. Contó con la benevolencia y el apoyo de las madres: general, Hermana Jacinta de Bernadis y provincial, Hermana Emilia Esponda.
Actualmente en Brasil:
- Hay: 12 casas y 63 hermanas.
- Lugares: Porto Alegre, Uruguayaza y Don Pedrito.
- Obras: escuela, hospital y asistencia o parroquias.
- Año de fundación: 1908.

### Estados Unidos de América
En 1962 se abren para las Hijas de María Santísima del Huerto las puertas de los Estados Unidos de América. Primero es en Marianapolis, en la diócesis de Norwich; después en Middletown, en New Haven y por último Staten Island (Nueva York) . Tres centros de difusión de culto de María Santísima del Huerto en los EE. UU. remonta a una época más antigua; parece que fue llevado por emigrantes chiavarenses. Algunos historiadores afirman que ya el 2 de julio de 1887 era celebrada las fiesta de la Virgen del Huerto en la ciudad de San Luis.
Actualmente en EE. UU.:
- Hay: 3 casas y 11 hermanas de diferentes nacionalidades.
- Lugares: Middletown (Connecticut), Staten Island y Brooklyn (New York)
- Obras: escuelas parroquiales, colegio parroquial y misión parroquial.
- Año de fundación: 1962.

### India
En 1979 el Señor concedió a las hijas de Gianelli la gracia de pisar el suelo indio para llevar su servicio a favor de los hermanos más pobres y necesitados. Sonktach, en la diócesis de Indore, y Khandawa fueron los primeros lugares de la India en que el alma y corazón de los fieles que dieron culto a la Virgen del Huerto. Pero hacía más de un decenio que la imagen de la Virgen del Huerto había llegado al sur de la India entre las familias de nuestras hermanas de Kerala. El sur y el norte de la India tienen pues el honor de tributar el culto a Nuestra Señora del Huerto, de ofrecerle sus obsequios y su amor.
El primer grupo de 7 hermanas indianas, procedente de Italia a Madya Pradesh, en 1979, ha trabajado con pasión apostólica y gran confianza en Dios, aún sufriendo pobreza e incomodidades, diversidad de lenguas y cultura (insertándose en un estado muy diverso de aquel origen, Kerala). Desde entonces a hoy , las hermanas se han empeñado para calificarse profesionalmente, pero sobre todo espiritualmente. Aún no teniendo en disposición tantos documentos gianellinos en lengua inglesa, la incultura del carisma en el ambiente, tratando de vivir concretamente cada día.
- Año: 1980.
- Hay: 11 casas y 69 hermanas.
- Lugares: Indore, Sonktach, Madya Pradesh.
- Obras: Se dedican a la formación humana. Atienden dispensarios, con su atención a los pobres. Escuelas.

### España
En 1949, seis hermanas parten desde Buenos Aires a Guriezo (Cantabria), donde abren una escuela, la cual fue su primera obra en este país. Más tarde es el turno de Pamplona (Navarra), donde, anexa al colegio y la casa provincial, fue construida una hermosa iglesia llamada Nuestra Señora del Huerto, en el conocido barrio de San Juan, siendo en la actualidad una parroquia muy frecuentada por los fieles. También tuvieron un colegio en Laredo (cantabria).
Inmediatamente las Hijas de María Santísima del Huerto fueron llamadas a Orense, donde prestan servicios en un hospital psiquiátrico y luego en Madrid en una clínica psiquíatrica. En 1965 llegan a  León para atender el hospital psiquiátrico de la ciudad . También en estas ciudades se ha difundido, naturalmente, en el radio de acción de las hermanas, la devoción y el culto a la Virgen del Huerto. 
Igualmente hicieron una gran labor en el Sanatorio Antituberculoso de Viana (Valladolid). Este sanatorio perteneciente al Patronato Nacional Antituberculoso se inauguró en mayo de 1954. Ellas llegaron un tiempo después y estuvieron allí hasta la clausura del sanatorio en noviembre de 1963. La superiora de esa comunidad era la Hna. Maria Irene Simonelli. También estuvieron presentes en un preventorio y en otro sanatorio antituberculoso pertenecientes también al Patronato Nacional Antituberculoso situados en Tarragona y Bilbao respectivamente. En 2019 se cerró la comunidad de Guriezo. 
- Año de fundación: 1949
- Actualmente en España hay 2 casas y 18 hermanas.
- Lugares: Pamplona
- Obras: Residencia de ancianos y pensionados, residencia universitaria, centro escolar desde Educación infantil hasta Bachillerato.

### Paraguay
Fue el 5.º país en América donde las FMH llegaron para ejercer la misión junto aquel pueblo con fuertes raíces indígenas, heredero de una evangelización desarrollada por los jesuitas del Siglo XVII.
Fundación del sanatorio de Bella-Vista en Asunción del Paraguay:
En 1945 el ministro de Salud Pública de Paraguay, a través de la curia metropolitana, solicitó a las Hermanas para la atención de los enfermos en el sanatorio de aquella capital. La Madre Provincial, Hna. Helena Costa, y su vicaria, Hna. Rita Ronchi estuvieron en aquella ciudad para firmar el contrato. Después de visitar el lugar destinado a los enfermos de pulmón en periodo de convalecencia, y de haber intercambiado ideas respecto del régimen administrativo y de la asistencia a los pacientes, se formuló un convenio por el cual la Congregación quedó comprometida a enviar seis hermanas, entre las cuales cuatro eran enfermeras diplomadas. El día 23-06-1945 parten de Bs. As. Las hermanas fundadoras para embarca en el puerto del Río de la Plata, para llegar al puerto fluvial paraguayo. Después de 5 días de navegación, llegan a Asunción. Fueron recibidas por el director del sanatorio de Bella Vista, profesor Juan Max Boettner, y otras personalidades que acogieron a las hermanas y las condujeron al sanatorio.
Las hermanas visitaron las dependencias del dispensario anexo al ministerio, y entre la satisfacción general, iniciaron los preparativos para la inauguración oficial.
Las Hijas de María tienen un campo inmenso para ejercer la misión.
- Año de fundación: 1945.
- Actualmente hay en Paraguay: 8 casas y 36 hermanas.
- Lugares: Asunción, Troche, San Lorenzo, San Juan Nepomuceno, Emboscada, Villarrica.
- Obras: Escuela, Sanatorio, asistencia en parroquias.

### Bolivia
En vistas de los 500 años del descubrimiento de América y de la evangelización de América Latina (1992). La provincia de Córdoba envía al Capítulo General una sugerencia para una nueva fundación en Bolivia. Como la propuesta era de competencia del Gobierno General no fue tratada en el Capítulo. La Madre Angélica Pez, durante su mandato como provincial (1991-1997) envía algunas hermanas en misión a Bolivia para compartir la realidad de la cultura y transmitir el mensaje de Cristo a través de la Catequesis a las familias. Otras misiones se realizan en el ’93, ’97 y ’98, junto a dos jóvenes de un colegio.
En el Capítulo General de 1997 se considera seriamente la cuestión de la redimensión de las obras. La Madre Provincial Teresa Blanchoud deja a un lado la idea de una obra en Bolivia.
A fines de 1999 se espera el nuevo milenio y el gran jubileo. La provincia de Córdoba organiza el Congreso Jubilar Huertano. La Madre General participa en el mismo y expresa a las superioras el deseo de regalar al padre fundador durante el año 2001 (a 50 años de su canonización y a 100 años de la fundación del Santuario en Tierra Santa) una nueva obra en Bolivia. La Madre Provincial expresa algunas perplejidades, pero acepta el desafío.
El mismo año, en agosto se retiraron las Hermanas del Hospital San Roque de Córdoba y esto abrió nuevos caminos. En el mismo mes, el Obispo de Potosí ( Monseñor Walter Pérez) envía un fax a la Madre Provincial para pedir tres religiosas para el hospital “Daniel Brancamonte”.
Había pedido ya a otras religiosas si haber recibido una respuesta positiva, entonces se dirige a las Hijas de María del Huerto por las palabras de su fundador Gianelli: “Irán a donde otros no pueden ir”.
El hospital está situado en la parte baja de Potosí a 3800 metros de altura. Tiene 170 puestos y todos los servicios necesarios. Las autoridades cuentan con la presencia de las religiosas para la pastoral con los enfermos. Es una ciudad con temperaturas bastante frías y se necesitan personas generosas dispuestas a afrontar las exigencias más evidentes del Evangelio.
El 27 de septiembre de 2000, la Madre Provincial y otra Hermana se dirigen a Bolivia, después de un viaje no muy fácil. Son acogidas con cordialidad por el Obispo, por los empleados sanitarios y visitan el hospital. El 29 de septiembre el Obispo escribe a la Madre General esperando una decisión positiva no obstante la pobreza de los miembros del instituto.
El 30 de noviembre, la Madre pide a la Hermana Teresa que le informe sobre la situación de la obra en Bolivia y propone a enviar a la Hermana Romualda, que en ese momento estaba de misionera en la República Democrática del Congo. (África).
La Madre Provincial realiza una consulta en la Provincia y las respuestas son positiva. El 16 de abril de 2001, en Pascua, las tres primeras Hermanas después de algunos días de retiro en Alta Gracia (Córdoba) acompañadas por la Madre Provincial, parten hacia Potosí (a 4060 metros de altura) deseosas de comunicar el fuego misionero del amor que se hace todo a todos. El 18 de abril, todas las religiosas y laicos de la Familia Huertana, se unen en un día de adoración Eucarística, implorando la bendición para la nueva obra.
El 19 de abril, con la misa, inicia oficialmente la obra misionera en Bolivia.
Las Hermanas que actualmente están en esa ciudad son:
- Hna. María Romualda Rodas.

Actualmente en Bolivia:
- Hay: 1 casa y 1 hermana.
- Lugar: Potosí.
- Obra: Hospital.
- Año de fundación: 2001.

### Palestina
En 1902, nueve Hermanas parten de Montevideo para asumir la obra del Santuario Hortus Conclusus que es Uruguayo- argentino, en Ortas (Israel) y atender el hospicio para huérfanas musulmanas. Todos has aprendido a respetar a la Virgen.
El 30 de abril de 1944, surge un hogar para ancianas. La idea surgió del párroco Norberto Risciani oriundo de Nazaret, el cual pudo comprobar que muchos ancianos morían solos y abandonados. Los fieles le ayudaron a conseguir el dinero necesario y la Juventud Antoniana asume directamente la responsabilidad. El 2 de junio de 1946, se coloca la primera piedra. Se presentaron muchos benefactores, aún en el exterior.
Como la obra crecía, la Sociedad Antoniana se dirige a todas las comunidades religiosas entonces existentes en la zona y las Hijas de María Santísima de Huerto responden al llamado, las cuales se encontraban en una obra vecina, en el Santuario Hortus Conclusus de Ortas. Ellas, fieles a las palabras del fundador Antonio Gianelli: “La caridad de las Hijas de María no conoce cansancio ni límites”, “Irán a donde otros no pueden ir”. Y el 1 de noviembre de 1955, asumen la nueva tarea de asistencia a ancianas. El lugar está situado cerca de la tumba de Raquel. A poca distancia también encontramos la gruta de los Pastores y el lugar donde nació Jesús. Los primeros días fueron muy duros, pues el hogar se encontraba en condiciones desfavorables.
Han pasado muchos años desde aquel día, y las hermanas, sean tres o cuatro, con o sin ayuda del personal, trabajan las 24 horas del día, sin tener el cuenta la retribución, ni el descanso suficiente, ni fiestas ni vacaciones, contentas solo de servir a Cristo en los que sufren.
En 1963 se inaugura la nueva capilla, también gracias a la generosidad de las familias de Belén.
Las primeras Hermanas de esta obra fueron:
- Hna. Orsolina Tarsi.
- Hna. Agnese Marroco.
- Hna. Filipina Kusa.
- Hna. Rosaria Madanat.

Actualmente en Palestina:
- Hay: 14 hermanas y 2 casas.
- Lugares: Belén y Ortas.
- Obras: Hogar para ancianas, Santuario Hortus Conclusus, la nueva capilla.
- Año de fundación: 1901.

### Chile
En el año 1914, el obispo de Serena (Chile), estuvo en la Casa Generalicia de las FMH, con el fin de conseguir hermanas para el hospital de Vallenar.
La Madre General y las Hermanas asistentes no le dieron una respuesta positiva. Le dijeron que se dirigiese a las Sede de la Provincia de Buenos Aires. Llegando allí, se puso en contacto con la Superiora Provincial. Esta le dio una respuesta muy positiva. El 7 de marzo de 1915 parten desde Buenos Aires hacia Vallenar.
En este viaje demoraron casi 5 días. El hospital era pobre y casi desprovisto de todo. La Madre provincial permaneció allá un mes para organizar y sistematizar los trabajos.
La ciudad de Vallenar se reviste de un significado particular porque allí la Hermana María Crescencia Pérez dio su última misión.
Dos hechos trágicos hirieron la tranquilidad del pueblo; la epidemia de Viruela en 1921, y el terremoto ocurrido el 10 de noviembre de 1922. El hospital quedó destruido. En 1923 comenzó la reconstrucción de la ciudad.
El establecimiento de las FMH en Chile, concretiza una vez más las orientaciones de Antonio María Gianelli, fundador del Instituto.
De este hospital las hermanas se retiraron en 1937.
El 19 de enero de 1929, cuatro religiosas, las Hnas María Elena Costa(superiora), María Francisca Iribarri, María Rita Brenann y María Auxiliatriz Bouza, llegan a la ciudad de Quillota, su objetivo es fundar el Colegio Nuestra Señora del Huerto de Quillota, que en un principio era un colegio para señoritas de la alta sociedad Quillotana, el cual con el tiempo comenzó a formar niñas preparándolas para un futuro profesional. Cerca del año 2000 el colegio dejó de ser de niñas para ser mixto. Actualmente el Colegio es Guiado por la Madre Superiora Ofelia Rausch.
En el año 1952, se hacen cargo de la dirección de una escuela en Santiago, Colegio Nuestra Señora Del Huerto-Santiago
La última obra allí es un hospital de niños en Viña del Mar, al que las Hermanas llegan en el año 1987 para asistir espiritualmente a los enfermos.
- Año de fundación: 1915.

- Actualmente hay en Chile: 3 casas y 10 hermanas.

- Lugares: Quillota, Santiago y Viña del Mar.

- Obras: Colegios, Hospitales.